# Rejon Daşkəsən
Rejon Daşkəsən (azer. Daşkəsən rayonu) – rejon w zachodnim Azerbejdżanie.